# Concilio
El concilio (del latín concilĭum) es una reunión o asamblea de autoridades religiosas (obispos, sobreveedores y otros eclesiásticos, los nombres dependen de cada institución religiosa) efectuada en la Iglesia católica, en la Iglesia ortodoxa y en algunas iglesias protestantes evangélicas, para deliberar o decidir sobre las materias doctrinales y de disciplina.

## Concilios en la Iglesia católica
En la Iglesia católica, hay:
- Los concilios ecuménicos, generales o universales. Hasta 1054, fecha en que se produjo el Cisma de Oriente y Occidente, se contabilizaron ocho concilios de este tipo. Convocados por el emperador, salvo el octavo que fue convocado conjuntamente por el emperador bizantino y el papa; participaban los obispos , abades y patriarcas de toda la cristiandad (concilios griegos).

Desde 1054 este tipo de concilios solo se celebraron en Occidente, por la Iglesia católica, y sumaron otros doce concilios, siendo convocados en todos los casos por el papa y participando todo el episcopado católico (concilios latinos). Otros concilios celebrados alternativamente por la Iglesia ortodoxa no se incluirán en esta línea.
El último concilio ecuménico fue el Vaticano II, así denominado al haber sido su sede la Ciudad del Vaticano. La convocatoria la realizó Juan XXIII en 1959, iniciado por este mismo en 1962[cita requerida] y fue clausurado por Pablo VI en el año 1965.
- Los concilios nacionales o plenarios. Son convocados con autorización papal y en ellos solo participa el episcopado de un continente, estado o región.

Entre ellos están los concilios (nacionales) de Toledo, que fueron juntas de prelados y magnates durante la dominación visigoda, que se celebraron en dicha ciudad para tratar asuntos eclesiásticos y militares.
- Los concilios provinciales. Son convocados por el obispo metropolitano de la diócesis provincial correspondiente, se celebran periódicamente cada veinte años, y en ellos participan los titulares de oficios eclesiásticos de la diócesis.